# Kakasy Éva
Kakasy Éva (Budapest, 1950. március 20. –) magyar alkalmazott grafikusművész, fotóművész.

## Életpályája
Az Ipar- és Képzőművészeti Gimnáziumban érettségizett 1968-ban. 1974-ben szerzett diplomát a Magyar Iparművészeti Főiskola typográfia reklámszakán. Azóta szabadfoglalkozású grafikusként dolgozik a reklámgrafika minden területén (embléma, teljes arculatterv, plakát, plasztikus grafika, vállalati nyomtatványok, portálok, csomagolás, kiállítási grafika, bélyeg stb.). 1980-ban részt vett a békéscsabai Alkalmazott Grafikai Művésztelep munkájában. 1981-ben elnyerte a VI. Békéscsabai Nemzetközi Bábfesztivál plakát-pályázatának díját.
1988-ban művészcsoporttal járt Japánban, majd a következő évben már a Nagoyai icsid '89-en meghívásra vett részt egyénileg.

## Bélyegterve
- Ő tervezte a Polska '93 - Kopernikusz kisívet (1993).

## Válogatott csoportos kiállításai
- Alkalmazott Grafikai Művésztelep kiállítása, Békéscsaba (1981)
- "Naprakészen" - Fiatal Iparművészek Stúdiója-kiállítás, Ernst Múzeum, Budapest (1984).